# Ecce Homo-basiliek

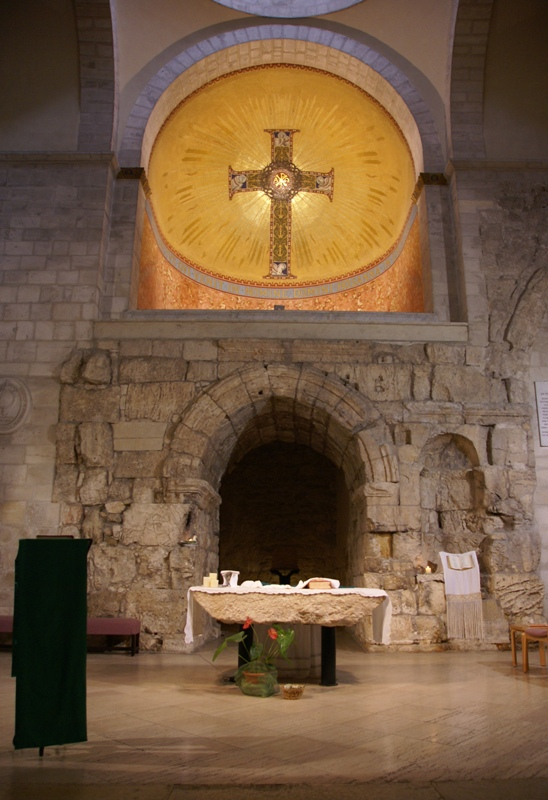
De Ecce Homo-basiliek met een Romeinse boog achter het altaar

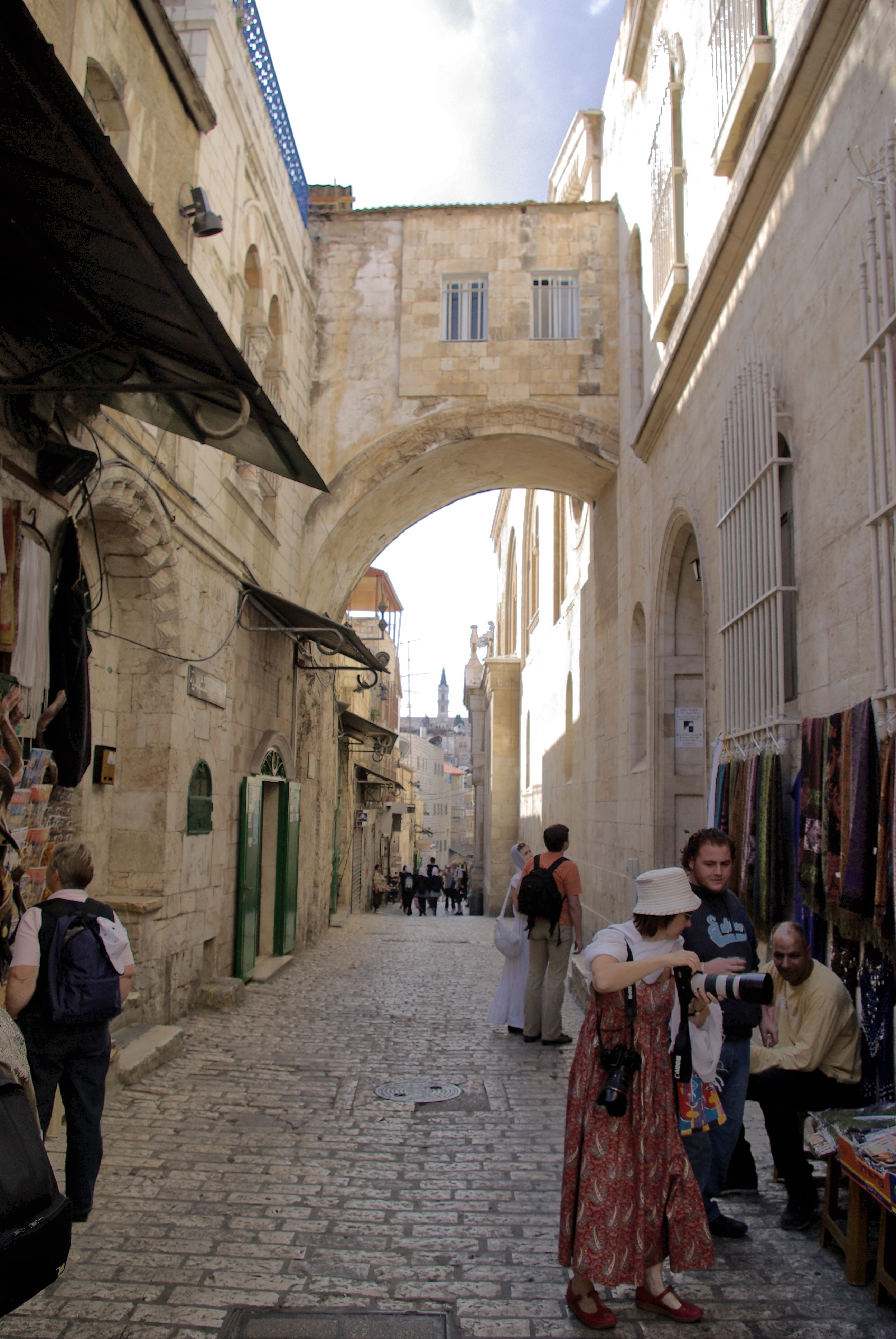
De Ecce Homo-boog buiten de kerk, in de Via Dolorosa.

De Ecce Homo-basiliek is een 19e-eeuwse, rooms-katholieke kerk aan de Via Dolorosa in Jeruzalem (Israël). De kerk behoort tot het complex van het Klooster van de Zusters van Zion.

## Beschrijving
Het koor van de Ecce Homo-basiliek is geconstrueerd voor een van de doorgangen van een drievoudige Romeinse triomfboog. Een tweede doorgang van deze triomfboog loopt door over de Via Dolorosa buiten de kerk. Het altaar is opgericht voor de boog. Traditioneel werd gedacht dat de boog deel uitmaakte van het fort Antonia van Herodes. Het zou hier zijn geweest waar Pontius Pilatus Jezus aan het volk toonde met de woorden Zie de Mens (Ecce Homo) nadat hij gegeseld was.
Maar feitelijk was het geheten Praetorium, het keizerlijk hoofdkwartier aan het paleis van Herodes I de Grote gelegen, in de 'Bovenstad' van Jeruzalem. Hier verbleven de prefecten, met name Pontius Pilates, ten tijde van de Joodse feesten in Jeruzalem. De drievoudige boog werd echter gebouwd door de Romeinse keizer Hadrianus rond 135 en gaf toegang tot het oostelijke forum van Aelia Capitolina.
In de kelderruimte van het complex bevindt zich een reservoir gebouwd door Hadrianus in de voormalige gracht van het fort Antonia van Herodes. Ook bevindt zich er het Lithostratos, een stenen weg uit de Romeinse tijd, vermoedelijk uit de 1e eeuw.
In 1855 werd de locatie bij de Ecce Homo-boog gekocht door het Kloosters van de Zusters van Zion, die er onder andere de kerk en een gasthuis realiseerden.